# Konstnärskoloni
Konstnärskoloni betecknar en samling av konstnärer som för någon tid slagit sig ned på samma ort, och där konstnärerna inte behöver ha något gemensamt mål eller gemensamma utställningar, utan det som utgör grunden för kolonin är endast platsen.

## Exempel på konstnärskolonier

### Sverige
- Rackstadskolonin även kallad Rackengruppen, som samlades vid sjön Racken, Arvika, Värmland
- Arildsgruppen, Arild på skånska Kullahalvön under 1940−1960-tal
- Saltsjö-Duvnäs-gruppen, Saltsjö-Duvnäs, Nacka
- Smedsuddskolonin, Smedsudden, Stockholm
- Konstnärskolonin i Vickleby, Öland

### Norge
- Kristianiabohemerna, en samling konstnärer, kulturarbetare och författare i Kristiania (Oslo) på 1880-talet

### Danmark
- Skagenmålarna i Skagen

### Finland
- Önningebykolonin, en finsk-svensk konstnärskoloni på Åland (1886–1914)
- Konstnärskolonin vid Tusby träsk

### Litauen
- Užupis i huvudstaden Vilnius, med början 1 april 1997

### Frankrike
- Grezkolonin, verksamma 1875–1900 i den franska byn Grez-sur-Loing, cirka 70 km söder om Paris
- Barbizonskolan, en 1800-talsgrupp i den franska byn Barbizon

### Tyskland
- Konstnärskolonin Worpswede (1889–1932) i Tyskland

### USA
- PaJaMa i Provincetown (1937–1945)